# Andrzej Noskowski
Andrzej IV Noskowski herbu Łada (ur. 1492, zm. 23 października 1567) – biskup płocki, starosta nowomiejski w 1565 roku, kanonik płocki, krakowski i pułtuski, kanonik gnieźnieńskiej kapituły katedralnej  od 1545 roku, starosta bolemowski w 1564 roku, fundator i mecenas z epoki Renesansu.

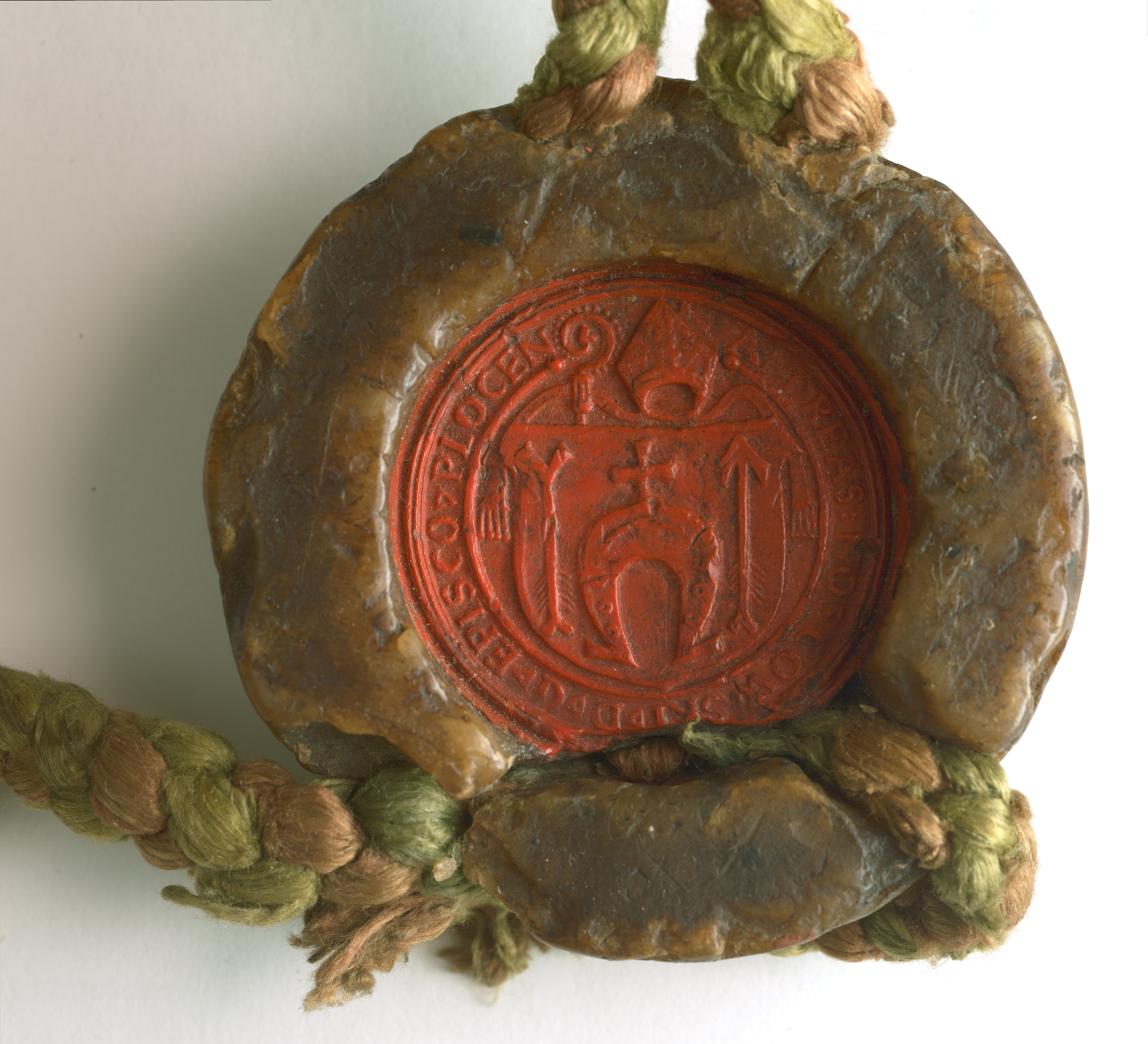
Pieczęć Andrzeja Noskowskiego, biskupa płockiego (ze zbiorów AGAD)

## Życiorys
Urodził się w mazowieckiej rodzinie szlacheckiej herbu Łada w Noskowie Małym koło Zakroczymia. Od 1511 studiował na Akademii Krakowskiej. Był kanclerzem ostatnich książąt mazowieckich. Od 1521 pełnił urząd proboszcza w Wąsoszy.
Od 1539 kanonik kapituły płockiej, potem także warszawskiej, pułtuskiej oraz proboszcz kościoła NMP w Nowej Warszawie. Od 1545 był kanonikiem gnieźnieńskim. Biskupem płockim został mianowany w 1546 dzięki poparciu króla Zygmunta I Starego i królowej Bony. Przeprowadził remont katedry płockiej.
Szczególnie przyczynił się do rozwoju miasta Pułtuska. W 1557 uzyskał od króla Zygmunta Augusta potwierdzenie przywilejów nadanych przez jego ojca w 1533. Uczestniczył w synodzie w Warszawie w 1561 roku. W 1565 sprowadził z Braniewa do miasta jezuitów, którzy rok później utworzyli tam swoje drugie w Rzeczypospolitej i wkrótce bardzo znane kolegium. Rozbudowany został zamek biskupi.
Od początku jego rządów Jan Baptysta Wenecjanin prowadził rozbudowę według kanonów renesansu kolegiaty pułtuskiej. Świątynia otrzymała kolebkowe sklepienie, pokryte dekoracją kasetonową oraz kaplicę wzorowaną na kaplicy Zygmuntowskiej na Wawelu. Biskup zamówił także kosztem 216 florenów namalowanie w niej ogromnych polichromii, które podjął się wykonać mistrz Wojciech z Warszawy. Wkrótce jednak musieli mu pomóc dodatkowo Stanisław z Łomży i Stanisław z Liwu. Po pożarze w XVII wieku pokryto ją tynkiem i zamalowano. Ponownie odkryto polichromie przy okazji remontu w 1994.
W 1558 był fundatorem tzw. Bursa Noscoviana, która zapewniała mieszkania w Krakowie dla 40 studentów z Mazowsza. Połowa z nich przyjmowana była za rekomendacją kapituł płockiej i pułtuskiej. Po ukończeniu studiów mieli obowiązek odpracować pomoc w szkołach Płocka i Pułtuska przez minimum 3 lata. Na miejscu bursy stoi dziś budynek Collegium Novum UJ, w który wmurowana jest tablica pamiątkowa.
Po śmierci w 1567 został pochowany w kaplicy w kolegiacie pułtuskiej.